# Bamra albicola
Bamra albicola là một loài bướm đêm trong họ Noctuidae.